# Bernard de Neuf-Marché

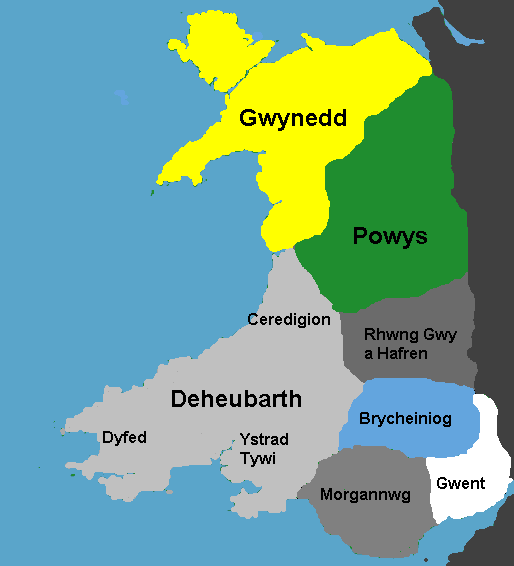
Carte du Pays de Galles à la fin du XIe siècle

Bernard de Neuf-Marché († entre 1121 et 1125), seigneur anglo-normand, fut le conquérant du royaume de Brycheiniog (dit aussi Brecon) au sud du Pays de Galles.

## Biographie
Il est le fils de Geoffroy de Neuf-Marché, gardien du château de Neuf-Marché (Seine-Maritime), et d'Ada, fille de Richard de Heugleville. Par sa mère, il est un cousin éloigné de Guillaume le Conquérant. Son grand-père paternel Turquetil de Neuf-Marché, était, selon Ordéric Vital, l'un des gardiens du jeune duc Guillaume le Bâtard, alors menacé par les Richardides et les barons rebelles de l'Ouest du duché. Turquetil sera assassiné vers fin 1040-début 1041 après Alain III de Bretagne, Osbern de Crépon et Gilbert de Brionne, autres protecteurs du duc.
Il est très peu probable qu'il participe à la conquête normande de l'Angleterre. Il n'apparaît d'ailleurs pas dans le Domesday Book, compilé en 1086. Il est déjà au service de Guillaume le Conquérant, devenu roi d'Angleterre en 1066, au plus tard en 1085. Il est en Angleterre en 1086-1087, quand il atteste la charte de fondation de l'abbaye de la Bataille (Sussex). À la fin du règne de Guillaume le Conquérant ou au début du règne de son fils Guillaume le Roux, il reçoit des terres dans le Herefordshire.
Il épouse Nest (ou Agnès), fille et héritière de Osbern FitzRichard, lord dans le Herefordshire, et petite-fille de Gruffydd ap Llywelyn, roi de Gwynedd et de Deheubarth. Grâce à elle, il acquiert de nouvelles terres dans le Herefordshire, notamment Bodenham et Berrington. Il a aussi quelques propriétés dans le Shropshire, le Somerset et le Berkshire.
Il se joint à la rébellion contre Guillaume le Roux d'Odon, l'évêque de Bayeux et de son voisin Roger II de Montgommery, le comte de Shrewsbury en 1088. Il fait partie des rebelles qui attaquent Worcester et sont repoussés par son évêque Wulfstan. Comme pratiquement tous les rebelles, il est pardonné. C'est peu après qu'il semble se tourner vers le Pays de Galles.
Il s'attaque à la conquête du petit Royaume de Brycheiniog, et à la fin de l'année, il est en mesure de donner les terres du village de Glasbury à l'abbaye Saint-Pierre de Gloucester. En 1093, il a probablement déjà conquis Talgarth, la capitale du royaume. Cette même année, ses hommes tuent Rhys ap Tewdwr roi de Deheubarth, ce qui lui ouvre la voie pour conquérir toute la région. Il installe son quartier général dans son château d'Aberhonddu, fait construire de nouveaux châteaux et attribue des fiefs à ses vassaux. Durant la révolte galloise qui agite le Brycheiniog entre 1094 et 1096, il subit de nombreux revers, mais ses châteaux ne sont pas pris et il peut ensuite rapidement reprendre le contrôle de la région. 
Vers 1100, il fonde l'église Saint-Jean l'Évangéliste à Brecon et en fait une dépendance de l'abbaye de la Bataille. Les moines de la Bataille établissent un prieuré dans cette église. Il est aussi un bienfaiteur de l'église d'Auffay en Normandie, avec laquelle sa famille a de nombreux liens. 
La date de la mort de Bernard de Neuf-Marché est inconnue, mais probablement située entre 1121 et 1125. Sa fille et héritière Sybille épouse Miles de Gloucester.

## Mariage et descendance
Il épouse Nest (ou Agnès), fille et héritière de Osbern FitzRichard, lord dans le Herefordshire, et petite-fille de Gruffydd ap Llywelyn, roi de Gwynedd (royaume de Gwynedd) et de Deheubarth. Ils ont pour enfants :
- Philippe, qui le précéda dans la mort, sans héritier ;
- Sybille, qui en 1121 épousa Miles de Gloucester, shérif du Gloucestershire[4] et plus tard 1er comte d'Hereford. Celui-ci hérite des terres de son beau-père à sa mort.

### Sources
- K. L. Maund, « Neufmarché, Bernard de (d. 1121x5?) », dans Oxford Dictionary of National Biography, Oxford University Press, 2004. Accédé en novembre 2008.